# Liste der Biografien/Haub
Liste der Biografien |
Portal Biografien |
Personensuche
# |
A |
B |
C |
D |
E |
F |
G |
H |
I |
J |
K |
L |
M |
N |
O |
P |
Q |
R |
S |
T |
U |
V |
W |
X |
Y |
Z |
?
 
Ha |
Hd |
He |
Hi |
Hj |
Hk |
Hl |
Hm |
Hn |
Ho |
Hr |
Hs |
Ht |
Hu |
Hv |
Hw |
Hy
 
Haa |
Hab |
Hac |
Had |
Hae–Haf |
Hag |
Hah |
Hai |
Haj |
Hak |
Hal |
Ham |
Han |
Hao |
Hap |
Haq |
Har |
Has |
Hat |
Hau |
Hav |
Haw |
Hax |
Hay |
Haz
 
Haua |
Haub |
Hauc |
Haud |
Haue |
Hauf |
Haug |
Hauk |
Haul |
Haum |
Haun |
Hauo |
Haup |
Haur |
Haus |
Haut |
Hauv |
Hauw |
Haux |
Hauy |
Hauz
Die Liste der Biografien führt alle Personen auf, die in der deutschsprachigen Wikipedia einen Artikel haben. Dieses ist eine Teilliste mit 92 Einträgen von Personen, deren Namen mit den Buchstaben „Haub“ beginnt.

## Haub
- Haub, Christian (* 1964), US-amerikanisch-deutscher Unternehmer
- Haub, Elisabeth (1899–1977), deutsche Philanthropin und Umweltschützerin
- Haub, Erivan (1932–2018), deutscher Unternehmer (Tengelmann)
- Haub, Karl-Erivan (1960–2018), deutsch-amerikanisch-russischer Unternehmer
- Haub, Peter A. (* 1946), deutscher Maler und Bildhauer
- Haub, Ralf (* 1964), deutscher Fußballspieler und -trainer
- Haub, Rita (1955–2015), deutsche Musikwissenschaftlerin, Historikerin, Journalistin und Publizistin
- Haub, Thorsten Michael (* 1968), deutscher Schachspieler

### Hauba
- Haubach, Karl (1859–1937), deutscher Architekt und preußischer Baubeamter
- Haubach, Theodor (1896–1945), deutscher Journalist, Politiker (SPD), MdHB und Widerstandskämpfer gegen den Nationalsozialismus

### Haube
- Hauben, Johann Georg von der (1657–1717), Offizier der kaiserlichen Reichsarmee im Range eines Feldmarschall-Leutnant
- Hauben, Johann Lothar von der (1655–1723), deutscher Freiherr, sowie Dom- und Stiftsherr in Worms
- Hauben, Lawrence (1931–1985), US-amerikanischer Drehbuchautor und Schauspieler
- Hauben, Nora (1918–2006), deutsch-israelische Schriftstellerin
- Haubenberger, Leo (1891–1952), österreichischer Politiker (NSDAP), Mitglied des Bundesrates
- Haubenburger, Werner (* 1941), österreichischer Politiker (ÖVP, Team Stronach), Landtagsabgeordneter
- Haubenreißer, Karl (1903–1945), deutscher Schauspieler
- Haubensak, Pierre (* 1935), Schweizer Maler und Grafiker
- Haubenschmidt, Ferdinand (1808–1890), deutscher Jurist und Politiker
- Haubenstock-Ramati, Roman (1919–1994), österreichischer Komponist
- Haubenwaller, Lukas (* 2003), österreichischer Fußballspieler
- Hauber, Anton (1879–1917), deutscher Historiker und Orientalist
- Hauber, Eberhard David (1695–1765), deutscher Theologe und Kartenhistoriker
- Hauber, Friedrich Albert (1806–1883), deutscher Theologe
- Hauber, Harald (* 1982), deutscher Schauspieler
- Hauber, Heinrich (1904–1983), deutscher Maler
- Hauber, Joachim (* 1955), deutscher Virologe
- Hauber, Johann Michael (1778–1843), deutscher römisch-katholischer Geistlicher, Schriftsteller und Hofkapellmeister
- Hauber, Josef (* 1944), deutscher Komponist und Kirchenmusiker
- Hauber, Joseph (1766–1834), deutscher Maler
- Hauber, Karl Friedrich (1775–1851), deutscher Mathematiker
- Hauber, Michael (* 1958), deutscher Pianist
- Hauber, Per (* 1977), deutsch-schwedischer Musikmanager
- Hauber, Wolfgang (* 1959), deutscher Politiker (Freie Wähler), MdL
- Hauber, Zsolt (* 1968), ungarischer Trance-Musiker und Produzent
- Hauberat, Guillaume d’ († 1749), französischer Architekt
- Hauberg, Gustav (1916–1977), deutscher Orthopäde
- Hauberrisser, Edwin (1882–1964), deutscher Zahnmediziner sowie Mund-, Gesichts- und Kieferchirurg
- Hauberrisser, Georg sen. (1791–1875), österreichischer Baumeister
- Hauberrisser, Georg von (1841–1922), deutsch-österreichischer ArchitektGeorg von Hauberrisser (1841–1922)

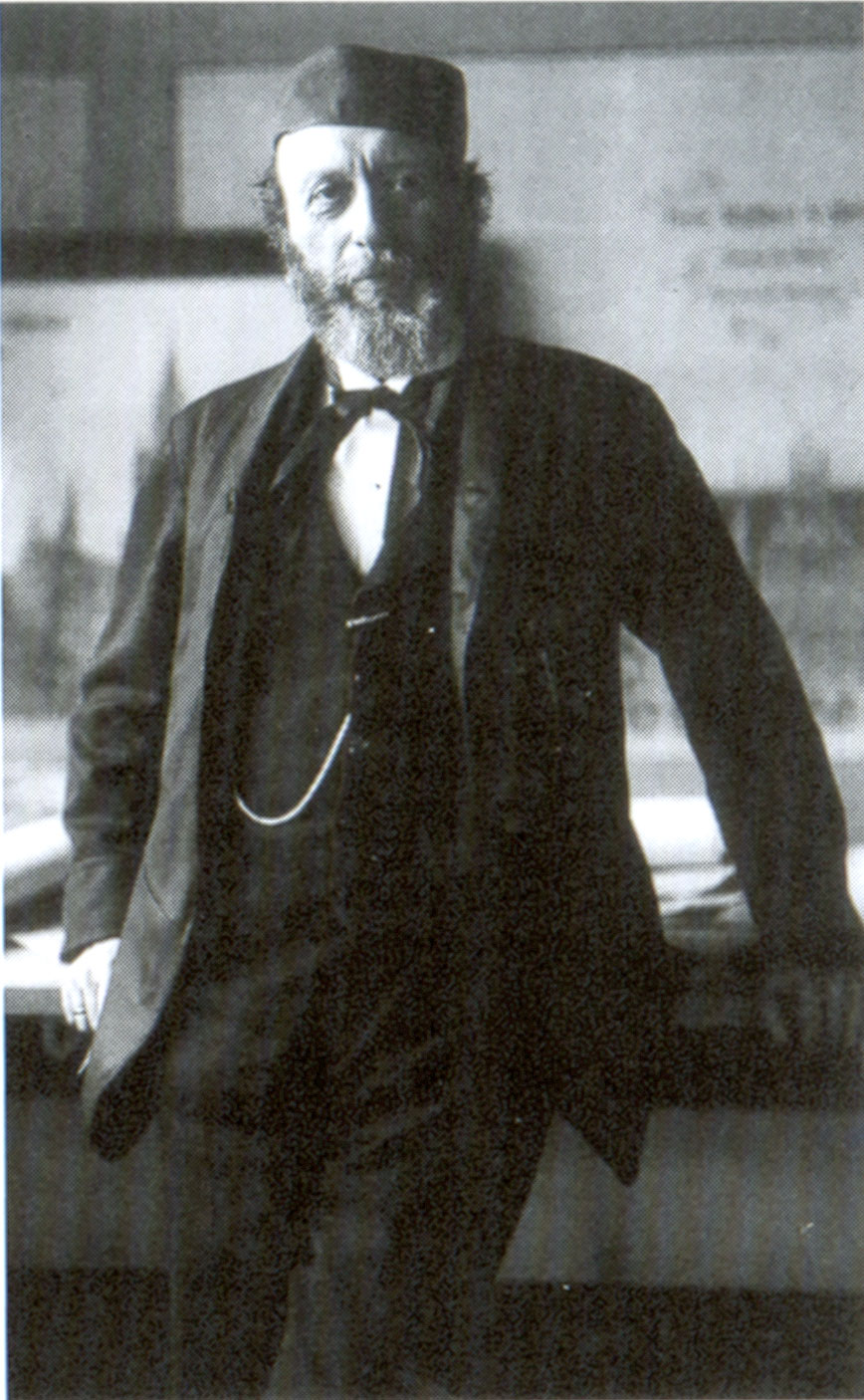
Georg von Hauberrisser (1841–1922)

- Hauberrisser, Heinrich (1872–1945), deutscher Architekt

### Haubf
- Haubfleisch, Dietmar (* 1959), deutscher Bibliothekar

### Haubi
- Häubi, Albert (1891–1963), Schweizer Kunstmaler und Verbandsfunktionär
- Haubiel, Charles (1892–1978), US-amerikanischer Komponist und Pianist
- Haubitz, Christoph, Baumeister in Mecklenburg
- Haubitz, Frank (1958–2023), deutscher Schulleiter und Politiker
- Haubitz, Hannes (* 1956), österreichischer Fußballtrainer und ehemaliger -spieler
- Haubitz, Marion (* 1959), deutsche Wissenschaftlerin, Professorin für Innere Medizin
- Haubitz, Sabine (1959–2014), deutsche Künstlerin
- Haubitz, Samuel Sigismund von (1724–1795), preußischer Leutnant und Landrat

### Haubl
- Haubl, Rolf (1951–2025), deutscher Psychologe, Germanist, Psychoanalytiker und Hochschullehrer
- Häublein, Ernst (1911–1971), deutscher Komponist
- Häublein, Paul (1844–1924), deutscher Turner und Turnfunktionär

### Haubn
- Haubner, Fritz Josef (* 1937), deutscher Maler, Bildhauer und Assemblage-Künstler
- Haubner, Gottlieb Carl (1806–1882), deutscher Tierarzt, Beamter und Hochschullehrer
- Haubner, Otto (1925–1999), österreichischer Lehrer, Schuldirektor, Dichter, Schriftsteller, Maler und Komponist
- Haubner, Peter (* 1960), österreichischer Politiker (ÖVP) und Abgeordneter im NationalratPeter Haubner (* 1960)

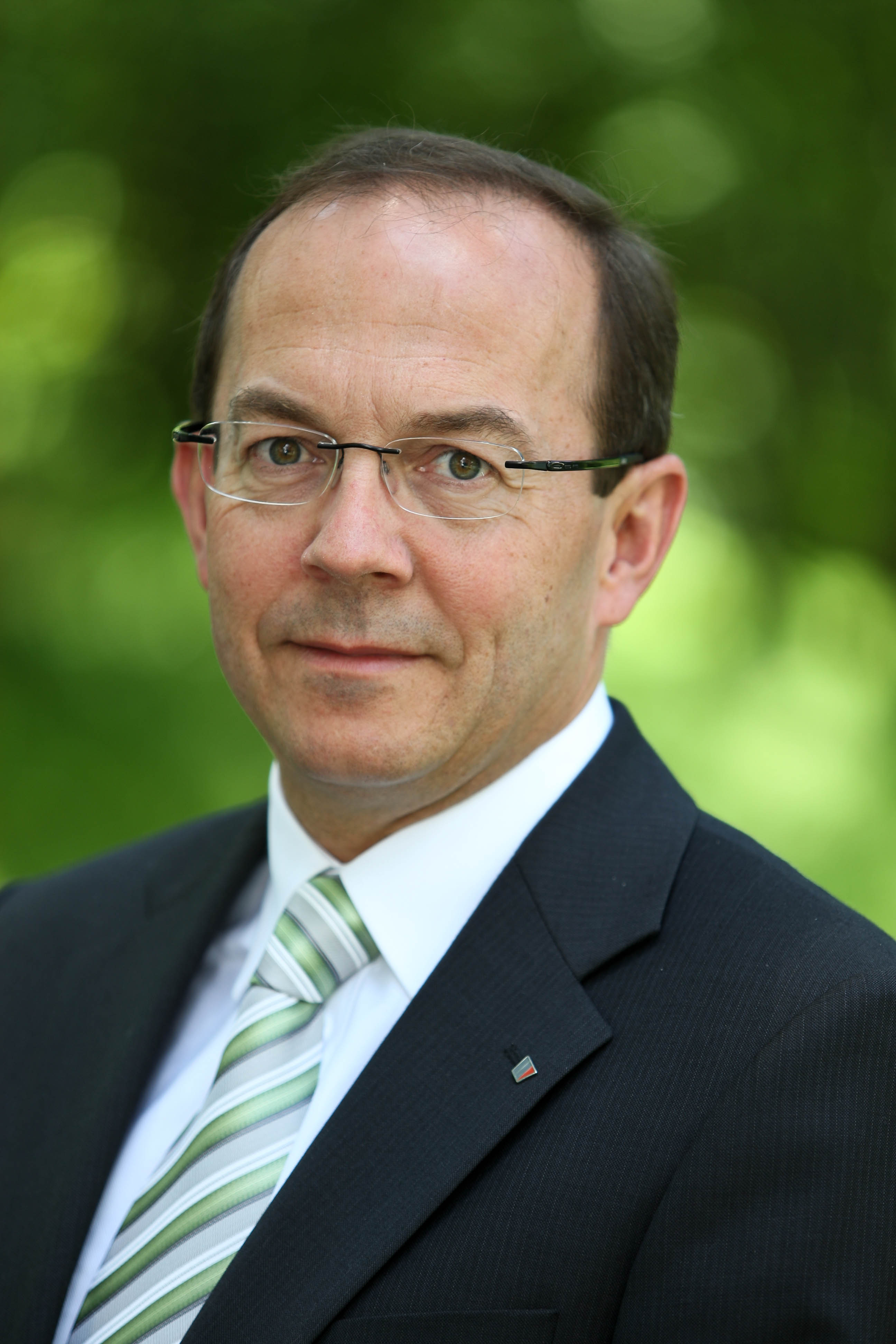
Peter Haubner (* 1960)

- Haubner, Roman (* 1983), österreichischer Schauspieler
- Haubner, Steffen (* 1965), deutscher Journalist, Autor und Übersetzer
- Haubner, Ursula (* 1945), österreichische Politikerin (FPÖ, BZÖ), Landtagsabgeordnete, Abgeordnete zum Nationalrat, Mitglied des Bundesrates

### Haubo
- Haubold, Alfred (1887–1969), deutscher General der Flakartillerie im Zweiten Weltkrieg
- Haubold, Carl Gottfried (1792–1862), deutscher Unternehmer und Unternehmensgründer
- Haubold, Carl Gottlieb (1783–1856), deutscher Unternehmer
- Haubold, Christian Gottlieb (1766–1824), deutscher Jurist
- Haubold, Erhard (* 1944), deutscher Fußballspieler
- Haubold, Frank W. (* 1955), deutscher Schriftsteller
- Haubold, Friedrich (1950–2021), deutscher Politiker (Die Grünen), MdL
- Haubold, Georg († 1879), Kartograph und Kupfer- und Stahlstecher am Geographischen Institut Weimar
- Haubold, Georg Gottlieb (1714–1772), deutscher Geograph und Mathematiker
- Haubold, Günter (1926–1999), deutscher Kameramann
- Haubold, Hartmut (* 1941), deutscher Paläontologe
- Haubold, Hellmut (1905–1968), deutscher Mediziner und SS-Führer
- Haubold, Hieronymus († 1579), deutscher Pädagoge und lutherischer Theologe
- Haubold, Ingrid (* 1943), deutsche Opernsängerin (Sopran)
- Haubold, Wolfgang (* 1937), deutscher Chemiker und Universitätspräsident
- Hauboldt, Ralf (* 1961), deutscher Politiker (Die Linke), MdL und Bürgermeister

### Haubr
- Haubrich, Christina (* 1971), deutsche Politikerin (Bündnis 90/Die Grünen), MdL
- Haubrich, Hans-Jürgen (1941–2019), deutscher Elektrotechniker und emeritierter Universitätsprofessor der RWTH Aachen
- Haubrich, Hartwig (* 1932), deutscher Geograph und Geographiedidaktiker
- Haubrich, Josef (1889–1961), deutscher Kunstsammler und Mäzen
- Haubrich, Leo (1896–1983), deutscher Schriftsteller
- Haubrich, Rainer (* 1965), deutscher Journalist und Architekturkritiker
- Haubrich, Stefan (1942–2022), Boxtrainer
- Haubrich, Tess (* 1990), australische Schauspielerin und ModelTess Haubrich (* 1990)

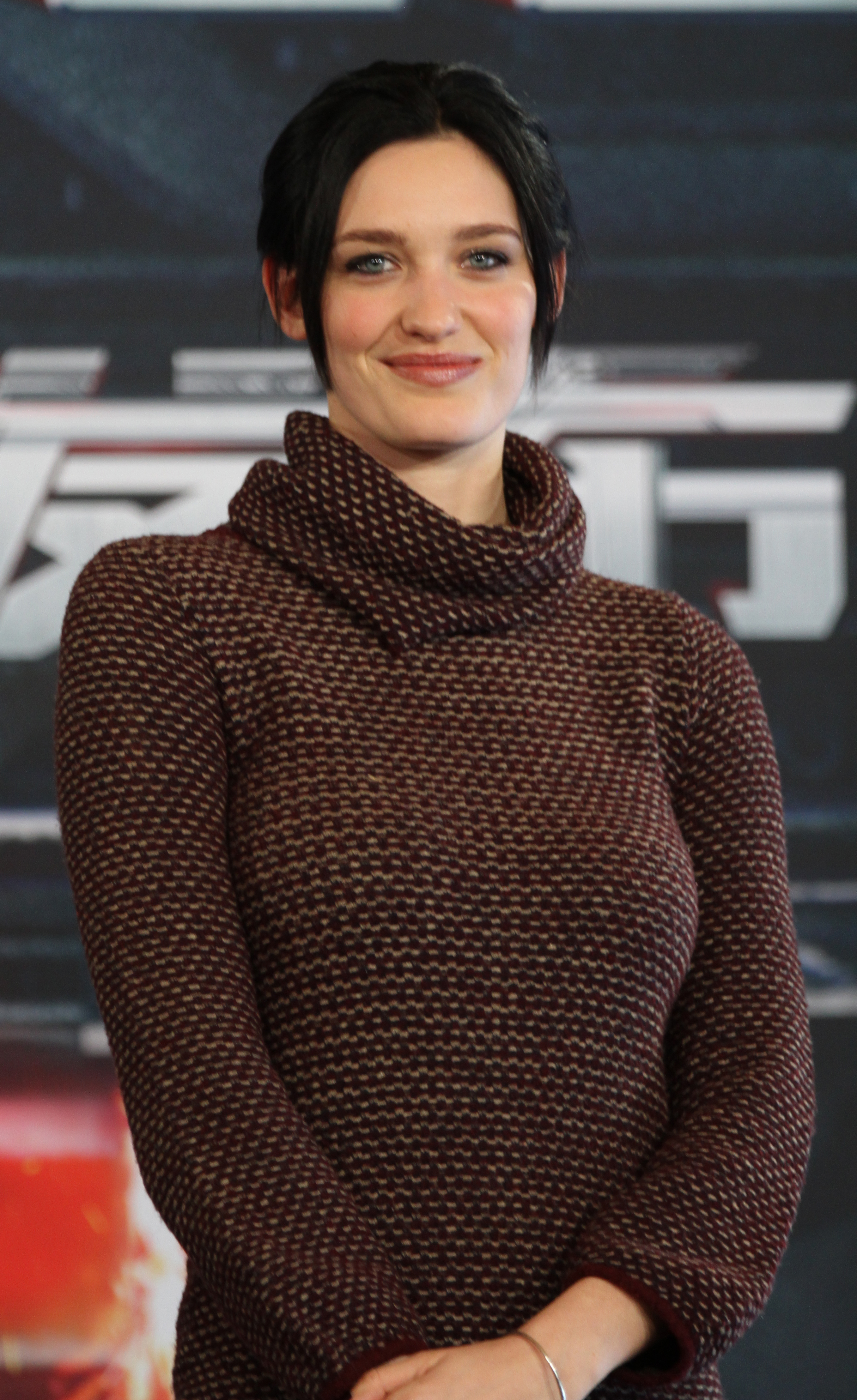
Tess Haubrich (* 1990)

- Haubrich, Walter (1935–2015), deutscher Journalist und Buchautor
- Haubrich-Gottschalk, Alice (1892–1944), deutsche Gynäkologin und Kinderärztin sowie Förderin der modernen Kunst
- Haubrichs, Willy (1911–1982), deutscher Jurist und Hochschullehrer für Steuerrecht
- Haubrichs, Wolfgang (* 1942), deutscher germanistischer Mediävist und Namenforscher
- Haubrock, Willi (1916–2001), deutscher Fußballspieler

### Haubs
- Haubs, Franz Anton (1745–1826), deutscher Kirchenrechtler und Hochschullehrer
- Haubst, Rudolf (1913–1992), deutscher römisch-katholischer Theologe

### Haubt
- Haubtmann, Michael (1843–1921), deutscher Landschaftsmaler